# Cola rondoensis
Cola rondoensis är en malvaväxtart som beskrevs av Martin Roy Cheek. Cola rondoensis ingår i släktet Cola och familjen malvaväxter. Inga underarter finns listade i Catalogue of Life.